# Parvin Darabi
Parvin Darabi (Teheran, 1941) és una activista, escriptora i defensora dels drets de les dones iranianes.

## Biografia
Darabi va estudiar a la Universitat Estatal de Califòrnia Northridge, la Universitat del Sud de Califòrnia i la Universitat de Pepperdine, i la Universitat de la Costa de Califòrnia. Parvin va treballar com a enginyera de sistemes electrònics, directora de programes, presidenta d'empresa i consultora d'enginyeria fins a 1994. De 1985 a 1990 va ser propietària i va operar la seva pròpia empresa PT Enterprises, a Mountain View, Califòrnia, on va desenvolupar el detector de radar més sensible, utilitzat als vaixells navals alemanys actius a l'OTAN.
La seva germana gran, Homa Darabi, es va suïcidar el 1994 cremant-se a la plaça Tajrish de Teheran per protestar contra el govern iranià. Des de llavors, Parvin s'ha convertit en un activista. Va escriure el llibre Rage Against the Veil i es va pronunciar contra el règim i l'Islam de l'Iran.
També va establir la fundació Homa Darabi, que reclama l'estat laic, la democràcia i la igualtat de gènere.
Parvin juntament amb Lydia Sparksworthy van ser coautors d'un llibre "Women of Truckee Making History" que narra la vida de 30 dones influents a Truckee, Califòrnia.
Darabi considera que hi ha moltes lleis a l'Islam xiïta que ensorrarien completament qualsevol persona educada, una d'elles és el matrimoni temporal, que ella anomena "prostitució sancionada religiosament". Darabi defensa que l'únic que va portar la República Islàmica de l'Iran va ser la pobresa i la misèria.

## Obres
Rage Against the Veil és un llibre sobre la germana de Parvin, Homa Darabi, que el 21 de febrer de 1994 es va suïcidar.
Women of Truckee Making History és un llibre sobre les dones locals per les seves contribucions a la comunitat de Truckee, Califòrnia. Va ser compilat, dissenyat i editat per dues dones Truckee, Parvin Darabi i Lydia Sparksworthy. El llibre va ser publicat l'any 2002 per la Fundació Homa Darabi, una organització sense ànim de lucre dedicada a temes de drets humans relacionats sobretot amb les dones. El llibre detalla la vida de 30 dones influents a Truckee. Els criteris per seleccionar les 30 dones era que visquessin o treballessin a temps complet a Truckee i "estiguessin implicades activament en el voluntarisme que requeria una dedicació més enllà d'una feina remunerada de vuit a cinc, 40 hores a la setmana".